# Completamento di un anello
In matematica, il completamento di un anello è un'operazione che permette di ottenere, a partire da un anello A, un altro anello {\displaystyle {\hat {A}}} con proprietà in generale "migliori", allo stesso modo con cui uno spazio metrico può essere completato; lo stesso nome "completamento" deriva dal fatto che tale operazione può essere vista come completamento di A rispetto alla topologia definita dalle potenze di un suo ideale I, detta topologia I-adica. Un anello che coincide col suo completamento rispetto ad I è detto I-completo, o semplicemente completo se A è locale e I=M è il suo ideale massimale.
Il completamento di un anello è generalmente utilizzato quando A è un anello noetheriano locale (con ideale massimale M), e in cui la topologia è quella M-adica.
Esempi di anelli completi sono l'insieme {\displaystyle \mathbb {Z} _{(p)}} dei numeri p-adici (completamento di {\displaystyle \mathbb {Z} } rispetto all'ideale {\displaystyle p\mathbb {Z} }) e l'anello delle serie formali {\displaystyle K[[x]]} su un campo K (completamento dell'anello dei polinomi {\displaystyle K[x]} rispetto all'ideale generato da x).

## Costruzione
Vi sono due costruzioni del completamento {\displaystyle {\hat {A}}} di un anello A: la prima topologica, la seconda algebrica.
La prima si fonda sul concetto di topologia I-adica, dove I è un ideale di A: essa è la topologia generata dalle potenze {\displaystyle I^{n}} di I (il cui insieme è un sistema fondamentale di intorni di 0) e da tutti gli insiemi {\displaystyle a+I^{n}} (per {\displaystyle a\in A}), questi ultimi aggiunti in modo da rendere A un anello topologico. Su questa topologia si possono definire le successioni di Cauchy (e la loro equivalenza) e quindi definire {\displaystyle {\hat {A}}} come l'insieme delle successioni di Cauchy quozientato per equivalenza.
La seconda fa uso della nozione di limite inverso: dal momento che {\displaystyle I^{n+1}\subseteq I^{n}}, è sempre possibile definire degli omomorfismi di anelli canonici {\displaystyle \theta _{n}:A/I^{n+1}\longrightarrow A/I^{n}}; all'interno del prodotto diretto {\displaystyle \Pi _{n}A/I^{n}}, il completamento {\displaystyle {\hat {A}}} è identificato come l'insieme delle successioni coerenti, ovvero delle successioni {\displaystyle (x_{n})} tali che {\displaystyle \theta _{n+1}(x_{n+1})=x_{n}}.
Rispetto alla prima definizione, la seconda ha il vantaggio di poter dedurre alcune proprietà (ad esempio quelle omologiche) a partire da quelle dei quozienti {\displaystyle A/I^{n}}; tuttavia, rende più complesso capire quando due ideali I e J danno origine allo stesso {\displaystyle {\hat {A}}} (ovvero quando il completamento I-adico e quello J-adico sono isomorfi). La soluzione di questo problema è invece implicita nella definizione topologica, in quanto I e J determinano lo stesso completamento se e solo se definiscono la stessa topologia.
Entrambe queste costruzioni possono essere estese ai moduli su A: il completamento I-adico di un modulo E può essere definito come il completamento rispetto alla topologia generata dai sottomoduli {\displaystyle I^{n}E} (e {\displaystyle m+I^{n}E}) oppure come il limite inverso della successione {\displaystyle (E/I^{n})}. Il completamento {\displaystyle {\hat {E}}} ha, inoltre, una struttura naturale di {\displaystyle {\hat {A}}}-modulo.

## Omomorfismi
Per ogni anello A esiste un omomorfismo canonico {\displaystyle \phi :A\longrightarrow {\hat {A}}} che manda ogni elemento a nella successione che vale costantemente a o, nella definizione algebrica, nell'elemento {\displaystyle (a+I,a+I^{2},\ldots ,a+I^{n},\ldots )}. Tuttavia, tale omomorfismo non è sempre iniettivo, ovvero non sempre un anello è contenuto nel suo completamento: il nucleo di {\displaystyle \phi } è esattamente l'intersezione {\displaystyle \bigcap _{n=1}^{\infty }I^{n}}, e questa è l'ideale nullo se e solo se la topologia I-adica è di Hausdorff. Analogamente, se E è un A-modulo, si può definire una mappa {\displaystyle \phi _{E}:E\longrightarrow {\hat {E}}}, il cui nucleo è {\displaystyle \bigcap _{n=1}^{\infty }I^{n}E}. Queste mappe sono sempre continue.
Nel caso noetheriano, tale nucleo è caratterizzato dal teorema dell'intersezione di Krull: {\displaystyle \bigcap _{n=1}^{\infty }I^{n}E} è costituito da tutti gli elementi {\displaystyle e\in E} per cui esiste un {\displaystyle i\in I} tale che {\displaystyle (1+i)e=0}. In questo caso, il nucleo coincide anche con il nucleo dell'omomorfismo di localizzazione {\displaystyle M\longrightarrow S^{-1}M}, dove {\displaystyle S=1+I}; di conseguenza c'è sempre un omomorfismo iniettivo {\displaystyle S^{-1}M\longrightarrow {\hat {M}}}.
Due casi di particolare importanza sono quando I è contenuto nel radicale di Jacobson di A (ad esempio se A è locale e M è il suo ideale massimale), e quando A è un dominio d'integrità: in entrambi i casi, il teorema garantisce che {\displaystyle \bigcap _{n=1}^{\infty }I^{n}=(0)} e quindi l'omomorfismo {\displaystyle \phi :A\longrightarrow {\hat {A}}} è iniettivo.

### Omomorfismi di moduli
Dal momento che la mappa {\displaystyle \phi _{E}:E\longrightarrow {\hat {E}}} è sempre continua nella topologia I-adica, è possibile definire, a partire da un qualunque omomorfismo di A-moduli {\displaystyle \psi :E\longrightarrow F} un omomorfismo {\displaystyle {\hat {\psi }}:{\hat {E}}\longrightarrow {\hat {F}}}. Se A è noetheriano, il passaggio da {\displaystyle \psi } a {\displaystyle {\hat {\psi }}} preserva le successioni esatte di moduli finiti; ovvero, se
{\displaystyle 0\longrightarrow E\longrightarrow F\longrightarrow G\longrightarrow 0}
è esatta ed {\displaystyle E}, {\displaystyle F} e {\displaystyle G} sono finitamente generati, allora è esatta anche
{\displaystyle 0\longrightarrow {\hat {E}}\longrightarrow {\hat {F}}\longrightarrow {\hat {G}}\longrightarrow 0.}
Nel linguaggio della teoria delle categorie, il funtore {\displaystyle M\mapsto {\hat {M}}} è esatto nella categoria dei moduli finitamente generati.
Se inoltre E è finitamente generato, allora {\displaystyle {\hat {E}}} è isomorfo al prodotto tensoriale {\displaystyle {\hat {A}}\otimes _{A}E} e, di conseguenza, {\displaystyle {\hat {A}}} è un A-modulo piatto. Se E non è finitamente generato, c'è sempre un omomorfismo suriettivo {\displaystyle {\hat {A}}\otimes _{A}E\longrightarrow {\hat {E}}}, che tuttavia non è necessariamente un isomorfismo.

## Proprietà
Il passaggio da un anello locale A al suo completamento M-adico {\displaystyle {\hat {A}}} conserva alcune proprietà. Se A è noetheriano, allora {\displaystyle {\hat {A}}} è ancora noetheriano e locale, e ha la stessa dimensione di A. Inoltre, se I è un ideale di A, allora la sua estensione ad {\displaystyle {\hat {A}}} è esattamente il completamento di I (visto come A-modulo) nella topologia M-adica; in particolare, l'ideale massimale di {\displaystyle {\hat {A}}} è l'estensione dell'ideale massimale di A.
Altre proprietà, invece, non si comportano altrettanto bene: ad esempio, se A è ridotto (ovvero non ha nilpotenti), integro o integralmente chiuso, non è detto che {\displaystyle {\hat {A}}} conservi tali caratteristiche.
Un'importante proprietà degli anelli completi è che essi verificano il lemma di Hensel, un analogo algebrico del metodo di Newton per approssimare le soluzioni di equazioni polinomiali: in una delle sue forme, esso afferma che, se f(x) è un polinomio a coefficienti in A e a è tale che f(a) è contenuto in {\displaystyle f'(a)^{2}M} (f' indica la derivata formale di f) allora esiste uno zero b di f tale che {\displaystyle b\equiv a{\bmod {f'(a)M}}}; tale b è unico se {\displaystyle f'(a)} non è un divisore dello zero. Come caso particolare, se {\displaystyle f(a)\in M} e {\displaystyle f'(a)} è invertibile, allora esiste (ed è unico) uno zero b di f tale che {\displaystyle a\equiv b{\bmod {M}}}.

## Teorema di struttura
Il teorema di struttura di Cohen classifica gli anelli completi noetheriani come immagini omomorfe di anelli di serie formali; è stato dimostrato da Irvin Cohen nel 1946.
Esso afferma che, dato un anello noetheriano completo A con ideale massimale M e campo residuo {\displaystyle K=A/M}, allora:
- se la caratteristica di A è uguale a quella di K (o, equivalentemente, se A contiene un campo k), allora A è isomorfo a {\displaystyle {\frac {K[[x_{1},\ldots ,x_{d}]]}{I}}}, dove I è un ideale di {\displaystyle K[[x_{1},\ldots ,x_{d}]]};
- se le caratteristiche di A e di K sono diverse allora esiste un dominio di valutazione discreta completo W tale che A è isomorfo a {\displaystyle {\frac {\left({\frac {W}{p^{m}W}}\right)[[x_{1},\ldots ,x_{d}]]}{I}}}, dove p genera l'ideale massimale di W e m è un intero non negativo (se m = 0, {\displaystyle {\frac {W}{p^{m}W}}=W}).

In entrambi i casi, d può essere preso uguale al numero di generatori dell'ideale massimale M di A.
È da notare che, nel primo caso, le ipotesi del teorema non richiedono che A contenga il proprio campo residuo: ad esempio, se A contiene l'insieme {\displaystyle \mathbb {Q} } dei numeri razionali e il suo campo residuo è {\displaystyle \mathbb {R} }, allora il teorema garantisce che A contenga anche {\displaystyle \mathbb {R} }. In effetti, la parte più lunga e complessa della dimostrazione è quella che deduce, a partire dall'inclusione di k in A, anche la presenza di K.
In particolare, se la caratteristica di A è un numero primo p, allora A contiene il campo finito {\displaystyle \mathbb {F} _{p}}, e quindi A contiene anche il suo campo residuo.
Nel caso in cui A sia anche regolare, il numero di generatori di M è uguale alla dimensione dell'anello; da questo si deduce che
- se la caratteristica di A e quella di K sono uguali, allora I deve essere l'ideale nullo e {\displaystyle A\simeq K[[x_{1},\ldots ,x_{d}]]};
- se la caratteristica di A e quella di K sono diverse, allora (se p è la caratteristica di K)
  - se {\displaystyle p\notin M^{2}} allora {\displaystyle A\simeq W[[x_{1},\ldots ,x_{d-1}]]}
  - se {\displaystyle p\in M^{2}} allora {\displaystyle A\simeq W[[x_{1},\ldots ,x_{d}]]/(f)}, dove f è un elemento primo di {\displaystyle W[[x_{1},\ldots ,x_{d}]]}

Alcuni risultati della teoria degli anelli regolari possono essere dimostrati a partire da questo teorema, riducendosi al caso completo (spesso sfruttando la piattezza del completamento).